# 쑨페이페이 (모델)
쑨페이페이(중국어 간체자: 孙菲菲, 정체자: 孫菲菲, 병음: Sūn Fēifēi, 한자음: 손비비, 영어: Fei Fei Sun 페이페이 순[*], 1989년 3월 20일 ~ )는 중화인민공화국의 모델이다.